# Leucodon immersus
Leucodon immersus är en bladmossart som beskrevs av Lindberg 1870. Leucodon immersus ingår i släktet Leucodon och familjen Leucodontaceae. Inga underarter finns listade i Catalogue of Life.